# Municipio de Mazapiltepec de Juárez
El municipio de Mazapiltepec de Juárez es uno de los 217 municipios en que se encuentra dividido el estado mexicano de Puebla. Su cabecera es la población del mismo nombre.

## Geografía
El municipio se encuentra localizado en el centro-oriente del estado de Puebla, formando parte de la región denominada de Ciudad Serdán. Tiene una extensión territorial de 54.888 kilómetros cuadrados que representan el 0.16 % de la extensión total de Puebla. Sus coordenadas geográficas extremas son 19°5′ - 19°13′ de latitud norte y 97°39′ - 97°45′ de longitud oeste, y su altitud va de un mínimo de 2550 de a un máximo de 2320 metros sobre el nivel del mar.
Limita al noroeste y norte con el municipio de San José Chiapa, al noreste y este con el municipio de San Salvador el Seco, al sur con el municipio de General Felipe Ángeles y el municipio de Acatzingo y al suroeste y oeste con el municipio de Soltepec.

## Demografía
De acuerdo a los resultados del Censo de Población y Vivienda de 2010 realizado por el Instituto Nacional de Estadística y Geografía, la población total de Mazapiltepec de Juárez asciende a 2 633 personas.
La densidad poblacional es de 47.97 habitantes por kilómetro cuadrado.

### Localidades
El municipio incluye en su territorio un total de 31 localidades. Las principales, considerando su población del censo de 2010 son:
| Localidad              | Población |
| Total Municipio        | 2 633     |
| Mazapiltepec de Juárez | 1 425     |
| San Martín Rinconada   | 848       |
| San Luis Sesma         | 150       |
| Estación de Rinconada  | 116       |

## Política
El municipio de Mazapiltepec de Juárez fue creado por decreto del Congreso de Puebla del 8 de mayo de 1926, que entró en vigor el 11 de mayo siguiente y su territorio fue segregado del municipio de Soltepec.

### Presidentes Municipales
| Presidente municipal               | Periodo   | Partido |
| ---------------------------------- | --------- | ------- |
| Blas López Lázaro                  | 2005-2008 |         |
|                                    | 2008-2011 |         |
| Jorge Vidal Sánchez González       | 2011-2014 |         |
| Domingo Humberto Galicia Escarcega | 2014-2018 |         |
| Gabriela Marín Castro              | 2018-2021 |         |
| Gabriela Marín Castro              | 2021-2024 |         |

### Representación legislativa
Para la elección de diputados locales al Congreso de Puebla y de diputados federales a la Cámara de Diputados federal, el municipio de Mazapiltepec de Juárez se encuentra integrado en los siguientes distritos electorales:
Local:
- Distrito electoral local de 14 de Puebla con cabecera en Chalchicomula de Sesmas (Ciudad Serdán).[4]

Federal:
- Distrito electoral federal 4 de Puebla con cabecera en Libres.[5]